# Murbeckiella boryi
Murbeckiella boryi là một loài thực vật có hoa trong họ Cải. Loài này được (Boiss.) Rothm. mô tả khoa học đầu tiên năm 1939.